# SP-70
SP-70 – samobieżna haubicoarmata na podwoziu czołgu Leopard. Pozostała na etapie prototypu.
Została opracowana w 1986 przez firmy z RFN, Włoch i Wielkiej Brytanii. 
Część artyleryjska jest oparta na konstrukcji 155 mm haubicy FH-70 strzelającej standardową amunicją NATO. Wyposażona w układ zmechanizowanego zasilania. Posiada celownik, który połączony jest z przelicznikiem.